# Kurt Illner
Kurt Illner (* 25. Januar 1917 in Malkwitz bei Breslau; † 2. November 1990 in Berlin) war ein deutscher Kulturtechniker. Er lehrte an der Humboldt-Universität zu Berlin. Sein Forschungsschwerpunkt war das Gebiet der Moorkultivierung, aber auch die Rekultivierung ausgekohlter Braunkohlentagebaue.

## Leben
Kurt Illner, Sohn eines Landwirts, legte 1936 die Reifeprüfung ab und absolvierte dann eine zweijährige Lehrzeit auf einem Bauernhof. 1938 wurde er zum Arbeitsdienst und 1939 zur Wehrmacht eingezogen. 1947 begann er mit dem Studium der Landwirtschaft an der Landwirtschaftlich-Gärtnerischen Fakultät der Humboldt-Universität zu Berlin und promovierte dort 1954 mit der Dissertation "Über den Einfluß von Windschutzpflanzungen auf den Unkrautwuchs". Dreißig Jahre lang blieb er als Wissenschaftler an dieser Universität tätig, nach seiner Promotion zunächst als Assistent am Institut für Garten- und Landeskultur.
1963 habilitierte sich Illner mit der Arbeit "Ein Beitrag zur Standortsuntersuchung der Niedermoore". 1964 erfolgte seine Ernennung zum Professor und Direktor eines an der Humboldt-Universität neugegründeten Instituts für Landschaftspflege. Von 1970 bis zu seiner Emeritierung im Jahre 1982 leitete er als ordentlicher Professor den Bereich Meliorationswesen der Sektion Pflanzenproduktion dieser Universität.

## Forschung und Lehre
Illner war ein schöpferischer, vielseitiger Wissenschaftler. Sein Forschungsschwerpunkt lag auf dem Gebiet der Moorkultivierung. Er erarbeitete u. a. neue Verfahren zur Grundwasserregulierung auf Niedermoorstandorten. Außerdem erforschte er die Wiedernutzbarmachung von Flächen des Braunkohlentagebaus. Seine Publikationsliste umfasst über 90 wissenschaftliche Originalbeiträge. Zahlreiche Ergebnisse seiner Forschungsarbeiten veröffentlichte er in der Zeitschrift "Archiv für Acker- und Pflanzenbau und Bodenkunde". Sein Interesse galt auch der Geschichte der Moorforschung. In mehreren Beiträgen würdigte er die wissenschaftlichen Leistungen bedeutender Kulturtechniker.
Illner beschäftigte sich auch mit Fragen der Rekultivierung der Flächen des Braunkohlenbergbaus in der Lausitz. Zusammen mit seinem Kollegen Joachim Katzur führte er die Forschungen von Wilhelm Knabe, der 1959 in die Bundesrepublik Deutschland geflohen war, fort. Hierzu brachten sie zuerst das Koyne-Verfahren, bei dem Bioklärschlamm zur Bodenverbesserung verregnet wurde, zur Einsatzreife. Auch das Kleinleipischer Verfahren, den Höhepunkt der Rekultivierungsforschung in der DDR, wurde von Illner und Katzur entwickelt. Mit der Wahl der Meliorationstiefe von 100 cm gelang der Durchbruch zur landwirtschaftlichen Rekultivierung. Beide Verfahren wurden in der DDR industriell angewendet.
Als engagierter Hochschullehrer beteiligte sich Illner bei der Herausgabe von Lehrbüchern über das Meliorationswesen. Er selbst verfasste zwei Studienbegleithefte über Niedermoore und für das landwirtschaftliche Hochschulfernstudium in der DDR zwei Lehrbriefe über Landschaftsgestaltung.

## Publikationen (Auswahl)
- Über den Einfluß von Windschutzpflanzungen auf den Unkrautwuchs. Landwirtsch.-Gärtner. Fak. Humboldt-Universität zu Berlin 1954. Maschinenschrift.
- Windschutzhecken. Anlage, Pflege, Nutzung (mit Klaus-Dietrich Gandert). Deutscher Bauernverlag Berlin 1956.
- Ein Beitrag zur Standortuntersuchung der Niedermoore. Habil.-Schr. Landw.-Gärtner. Fak. Humboldt-Universität zu Berlin 1964. Maschinenschrift.
- Landschaftsgestaltung. Herausgegeben von der Zentralabteilung für das Hochschulfernstudium der Landwirtschaftswissenschaften des Ministeriums für Hoch- und Fachschulwesen. 2 Teile, Berlin 1969.
- Besandung von Niedermooren. Herausgegeben von der Karl-Marx-Universität ... Arbeitsgruppe Lehr- und Lernmittel. Markkleeberg 1980. Als Manuskript gedruckt.
- Die Bodenformen der landwirtschaftlich genutzten Niedermoore in der DDR und ihre Standorteigenschaften. Herausgegeben von der Karl-Marx-Universität ... Arbeitsgruppe Lehr- und Lernmittel. Markkleeberg 1980. Als Manuskript gedruckt.
- Historische Entwicklung und Ergebnisse der Moorforschung in Berlin (mit Wolfgang-Dieter Lorenz). In: Wissenschaftliche Zeitschrift der Humboldt-Universität zu Berlin, Mathematisch-Naturwissenschaftliche Reihe Jg. 35, 1986, S. 561–564.